# Список Б
Спи́сок Б — список лекарственных средств, включённый в Государственную фармакопею Российской Федерации. Список был в употреблении до 24 мая 2010 года.
Лекарственные средства, перечисленные в списке, должны были назначаться, дозироваться и храниться с осторожностью в связи с возможными осложнениями при их применении без медицинского контроля. Список устанавливался приказом Министерства здравоохранения Российской Федерации № 472 от 31 декабря 1999 года, отменён приказом Министерства здравоохранения и социального развития РФ № 380 от 24 мая 2010 года.